# Pterophorus serpens
Pterophorus serpens is een vlinder uit de familie vedermotten (Pterophoridae). De wetenschappelijke naam van de soort is voor het eerst geldig gepubliceerd in 1909 door Edward Meyrick.